# Milly-sur-Bradon
Milly-sur-Bradon är en kommun i departementet Meuse i regionen Grand Est (tidigare regionen Lorraine) i nordöstra Frankrike. Kommunen ligger i kantonen Dun-sur-Meuse som tillhör arrondissementet Verdun. År 2022 hade Milly-sur-Bradon 148 invånare.

## Befolkningsutveckling
Antalet invånare i kommunen Milly-sur-Bradon
| Referens: INSEE |